# Sendražice
Sendražice är en ort i Tjeckien.   Den ligger i distriktet Okres Hradec Králové och regionen Hradec Králové, i den centrala delen av landet, 100 km öster om huvudstaden Prag. Sendražice ligger 267 meter över havet och antalet invånare är 310.
Terrängen runt Sendražice är platt. Runt Sendražice är det tätbefolkat, med 881 invånare per kvadratkilometer. Närmaste större samhälle är Hradec Králové, 9,3 km söder om Sendražice. Trakten runt Sendražice består till största delen av jordbruksmark.